# 颍南街道
颍南街道，是中华人民共和国安徽省阜阳市界首市下辖的一个乡镇级行政单位。

## 行政区划
颍南街道下辖以下地区：
新兴社区、太和社区、西平社区、曹庄村、王方村、曹寺村、碾石村和饶吕村。